# Benthomangelia
Benthomangelia là một chi ốc biển, là động vật thân mềm chân bụng sống ở biển trong họ Conidae.

## Các loài
Các loài thuộc chi Benthomangelia bao gồm:
- Benthomangelia abyssopacifica Sysoev, 1988[2]
- Benthomangelia antonia (Dall, 1881)[3]
- Benthomangelia bandella (Dall, 1881)[4]
- Benthomangelia brachytona (Watson, 1881)[5]
- Benthomangelia brevis Sysoev & Ivanov, 1985[6]
- Benthomangelia celebensis (Schepman, 1913)[7]
- Benthomangelia decapitata Bouchet & Warén, 1980[8]
- Benthomangelia gracilispira (Powell, 1969)[9]
- Benthomangelia macra (Watson, 1881)[10]
- Benthomangelia subtrophonoidea Okutani, 1964[11]
- Benthomangelia trophonoidea (Schepman, 1913)[12]